# Costanzana
Costanzana – miejscowość i gmina we Włoszech, w regionie Piemont, w prowincji Vercelli.
Według danych na rok 2004 gminę zamieszkiwało 896 osób, 42,7 os./km².